# Grammodes parallelaris
Grammodes parallelaris är en fjärilsart som beskrevs av Jacob Hübner 1802. Grammodes parallelaris ingår i släktet Grammodes och familjen nattflyn. Inga underarter finns listade i Catalogue of Life.